# Катастрофа Convair CV-580 поблизу Хіртсхальса
Катастрофа Convair CV-580 поблизу Хіртсхальса — велика авіаційна катастрофа, що сталася у п'ятницю 8 вересня 1989 року. Пасажирський авіалайнер Convair CV-580 норвезької вже неіснуючої авіакомпанії Partnair виконував чартерний рейс PAR394 за маршрутом Осло — Гамбург, але через 39 хвилин після зльоту з аеропорту Осло-Форнебу впав у протоку Скагеррак за 18 кілометрів на північ від Хіртсхальса (Данія). Загинули 55 людей, які перебували на його борту (50 пасажирів і 5 членів екіпажу).
Катастрофа рейсу 394 (за кількістю загиблих) стала найбільшою в історії цивільної авіації Норвегії та в історії літака Convair CV-580.
Причиною катастрофи виявилися контрафактні деталі, які використовувалися при ремонті та технічному обслуговуванні літака.

## Літак
Convair CV-580 (реєстраційний номер LN-PAA, серійний 056) був випущений у 1953 році і на момент катастрофи мав 36-річний вік. Здійснив 15 116 циклів «зліт — посадка» та налітав 36 943 години.

## Екіпаж
Літаком керував дуже досвідчений екіпаж, його склад був таким:
- Командир повітряного судна (КПС) — 59-річний Кнут Твейтен (норв. Knut Tveiten). Дуже досвідчений пілот, на посаді командира Convair CV-580 — з лютого 1986 року. Налітав 16 779 годин (14 720 з них на посаді КПС), понад 1200 з них на CV-580.
- Другий пілот — 59-річний Фін Петтер Берг (норв. Finn Petter Berg). Дуже досвідчений пілот, на посаді другого пілота Convair CV-580 — з лютого 1988 року. Налітав 16731 годину (11 926 з них на посаді КПС), 675 з них на CV-580.

Обидва пілоти були близькими друзями, вони літали разом протягом багатьох років. Крім того, Фін Петтер Берг також був менеджером з польотів в авіакомпанії Partnair.
У салоні літака працювали троє бортпровідників.

## Культурні аспекти
Катастрофа рейсу 394 Partnair показана у 7-му сезоні канадського документального телесеріалу «Розслідування авіакатастроф» у серії «Смертельний приз» («Тихий вбивця»).